# Coralie Grévy
Pour les articles homonymes, voir Fraisse (homonymie) et Grévy.
Coralie Grévy, née Coralie Marie Louise Eudoxie Fraisse le 13 août 1811 à Narbonne et morte le 1er mars 1893 à Mont-sous-Vaudrey, est l'épouse de Jules Grévy, président de la République française du 30 janvier 1879 au 2 décembre 1887.
Leur fille, Alice, est l'épouse de Daniel Wilson, impliqué dans le scandale des décorations, qui contraint Jules Grévy à la démission de la Présidence.

## Biographie

### Son mariage
Fille de négociants originaires de la ville de Narbonne, Coralie Fraisse épouse en 1846 Jules Grévy. Ils régularisent ce qui n'était qu'une aventure amoureuse.
Ils ont une fille, Alice (1849-1938), qui épouse Daniel Wilson en 1881.

### Épouse du président de la République
Menant une vie de petits bourgeois, le couple Grévy est plus effacé que les précédents hôtes de l'Élysée, le président Patrice de Mac Mahon et son épouse, Élisabeth. De leurs origines modestes, ils ont en effet conservé une certaine simplicité et une grande attention à l'argent.
En effet, les réceptions au palais de l'Élysée sont souvent frugales, les frais incombant au couple. Elle s'occupe de tout, allant jusqu'à superviser minutieusement le travail des domestiques. Elle n'en reste pas moins de santé fragile et assez effacée : ainsi, elle modère ses actions, bien qu'elle accepte de diriger l'organisation de trois bals par année et d'organiser les réceptions ainsi que la reprise de la petite organisation caritative de sa prédécesseure, Élisabeth de Mac Mahon, une lingerie pour les bébés des familles défavorisées.
Coralie Grévy fait rire le tout-Paris par sa gaucherie et ses bourdes, qui desservent rapidement son image. Ainsi, lorsqu'elle reçoit au palais Frédéric Mistral, elle lui dit « Vous êtes du Midi, je crois, monsieur Mistral ? ». Une autre fois, alors qu'elle salue les invités d'une réception, elle s'adresse à son mari « Jules, reconduis donc Monsieur », en parlant d'un invité qui n'est autre que le prince de Galles, futur roi d'Angleterre Édouard VII.

#### Le départ
Le jour de la démission de son mari, le 2 décembre 1887, à la suite du scandale des décorations, elle est ainsi peu regrettée. Elle se souvient pourtant qu'à l'hiver 1886-1887, elle avait ordonné de débarrasser le parc du palais de corbeaux. Les nids détruits, ceux-ci avaient longtemps tournoyé autour de l'Élysée avant de disparaître. Elle dit alors, en quittant le palais « Nous avions eu tort, ils nous porteront malheur ». À sa mort, en 1893, elle est inhumée au côté de son mari au cimetière de Mont-sous-Vaudrey, ainsi qu'avec sa fille Alice et son mari Daniel Wilson.